# THE BLACKBELT JAPAN
THE BLACKBELT JAPAN（ザ・ブラックベルト・ジャパン）は、日本の総合格闘技のジム。千葉県柏市に本部道場を置き、那覇支部を持つ。

## 沿革
2024年3月、パラエストラ千葉ネットワーク、Theパラエストラ沖縄がパラエストラネットワークから独立し、新チーム「THE BLACKBELT JAPAN（ザ・ブラックベルト・ジャパン）」を結成した。

## 主な所属選手
- 平良達郎（UFC世界フライ級ランキング5位、元修斗世界フライ級王者）
- 扇久保博正（RIZIN バンタム級 JAPAN GRAND-PRIX 2021優勝、修斗世界2階級制覇王者）
- 鶴屋怜（元フライ級キング・オブ・パンクラシスト）
- 岡田遼（元修斗世界バンタム級王者）
- 浅倉カンナ（RIZIN WGP 女子スーパーアトム級トーナメント 2017優勝）
- 重田ホノカ（元フライ級クィーン・オブ・パンクラシスト）
- 神田コウヤ（元DEEPフェザー級王者）
- 征矢貴（2013年度修斗バンタム級新人王）
- 太田忍（2016年レスリングリオデジャネイロオリンピック銀メダリスト、2019年レスリング世界選手権金メダリスト）
- 平松翔
- 杉山廣平
- 富松恵美（元DEEP JEWELSストロー級暫定王者）
- KAREN（元ストロー級クイーン・オブ・パンクラシスト）